# 朝岡聡
朝岡 聡（あさおか さとし、1959年10月26日 - ）は、日本のフリーアナウンサー、元テレビ朝日アナウンサー。オフィスモーニング所属。
東京藝術大学客員教授。日本ロッシーニ協会副会長。

## 来歴・人物
神奈川県横浜市出身。東京都立小山台高等学校、慶應義塾大学法学部法律学科卒業後、1982年テレビ朝日に入社（同期は森下桂吉アナ）。入社後は報道・スポーツで活躍した。『ニュースステーション』の初代スポーツキャスターでもあった。また1987年〜1989年放送『ニュースシャトル』でも星野知子のアシスタントキャスターを務める。スポーツキャスターだったが運動は苦手だった（本人談）。ニュースステーション担当時には久米宏の長期休暇中代理を務めるなど後継と目されたこともある。1990年に日本シリーズを優勝した西武ライオンズの祝勝会中継の際にはタキシード姿で中継し選手にビールまみれにされ話題を呼んだ。
1995年にフリーへ転身してからも、テレビ東京『激生!スポーツTODAY』TBSテレビ『筋肉番付』などにレギュラー出演した。高校時代にブラスバンド、大学時代に慶應バロックアンサンブルに所属し、音楽の造詣も深く、NHKFMラジオ放送のクラシック・リクエスト（年数回、日曜日の特集番組として）も務めた。（過去にはレギュラー番組で「ブラスのひびき」の案内役も務めていた）。
現在の肩書は“コンサート・ソムリエ”。クラシック音楽やオペラ関連のコンサート企画や司会をメインフィールドに活動中。
東京文化会館「オペラBOX」、サントリーホールのオペラアカデミー公演などでトーク解説を行っている。
作品や作曲家の背景などを、親しみやすく興味深いトークで展開するステージは、クラシック音楽の新たな裾野を拡げる司会者として信頼と注目を集めている。国内外のオーケストラやアーティストと共演多数。現在、日本ロッシーニ協会副会長。2021年4月より東京藝術大学演奏芸術センター客員教授。
リコーダーの名手としても有名で、プロの指導を受けており、テレビや演奏会などでその腕前を披露している。

## 主な出演番組
- YouTube「朝岡聡の趣味の部屋」「ロッシーニチャンネル」

## その他
- 音楽宅急便「クロネコ ファミリーコンサート」（司会・ナレーション）[5][6]

## 過去の主な出演番組

### テレビ朝日時代
報道・情報番組（フリー転身後も含めて）
| 期間       | 期間      | 番組名               | 役職                     | 備考                          |
| ---------- | --------- | -------------------- | ------------------------ | ----------------------------- |
| 1985年10月 | 1987年9月 | ニュースステーション | スポーツキャスター       |                               |
| 1987年10月 | 1989年3月 | ニュースシャトル     | メインキャスター         |                               |
| 1988年4月  | 1990年3月 | ニュースステーション | 金曜日スポーツキャスター |                               |
| 1989年4月  | 1995年3月 | はなきんデータランド | レギュラー出演           |                               |
| 1989年10月 | 1990年9月 | ANNニュース&スポーツ | スポーツキャスター       |                               |
| 1989年10月 | 1991年4月 | ナイトライン         | スポーツキャスター       |                               |
| 1990年10月 | 1991年3月 | ANN 530ステーション  | メインキャスター         |                               |
| 1991年4月  | 1994年3月 | ニュースフロンティア | サブキャスター           |                               |
| 1991年4月  | 1994年3月 | スポーツフロンティア | サブキャスター           | 途中1年は、番組から離れていた |
| 1991年10月 | 1992年3月 | いいな世界WA!        | 司会                     |                               |
| 1994年4月  | 1995年9月 | フロンティア         | レギュラーキャスター     | フリー転身後も引き続き出演    |
| 1994年10月 | 1996年9月 | OH!エルくらぶ        | レギュラー出演           | フリー転身後も引き続き出演    |
| 1994年10月 | 1996年9月 | Jリーグ A GOGO!!     | 司会                     | フリー転身後も引き続き出演    |

その他
- ワールドプロレスリング
- ゴールデンナイター／パワーアップナイター／プロ野球中継（テレビ朝日在職当時の同局プロ野球中継）
- 速報!甲子園への道（1984年に関東ローカルパートのキャスターを担当）
- 熱闘甲子園（朝日放送テレビとの共同制作番組、テレビ朝日のアナウンサーとしては初めて1985年に「熱闘レポーター」として出演）

### フリー転身後
- 激生!スポーツTODAY（テレビ東京）
- 筋肉番付（TBS）
- ゴルフスーパーバトル（テレビ東京）
- プロ野球好珍プレーBEST101（日本テレビ）
- 今日は一日吹奏楽三昧（NHK-FM）
- ズバリ言うわよ!（2008年1月29日放映分ゲスト）[7]
- オジサンズ11（日本テレビ/不定期出演）
- 実況格闘（フジテレビ 2003年12月30日）
- GOLD 第1話（フジテレビ）- 司会者役

## 映画
- ゴジラ×モスラ×メカゴジラ 東京SOS（2003年） - ニュース番組司会者 役[3]

## CM
- 興和 - アルタットA
- メットライフ生命保険
- プロ野球チームをつくろう!（セガ、PlayStation 2版シリーズ） - ナレーション担当

　サントリーウエルネス（インフォマーシャル）

## 美術
- TBS「フェルメール展〜光の天才画家とデルフトの巨匠たち〜」ガイドナレーション（東京都美術館、2008年）。

## コンピュータゲーム
- プロ野球チームもつくろう!（セガ・エンタープライゼス、セガサターン、1998年発売） - 実況担当
- 実況ゴルフマスター2000（コナミ、PlayStation、2000年発売） - 実況担当